# A Samurai in Time
A Samurai in Time (侍タイムスリッパー, Samurai Taimu Surippā) és una  pel·lícula de comèdia fantàstica japonesa del 2024 dirigida per Jun'ichi Yasuda. És una pel·lícula independent de baix pressupost produïda per 26 milions de iens. Inicialment, només es va projectar en una sala, però va guanyar popularitat gràcies al boca-orella i es va expandir a més sales. Els mitjans de comunicació el van anomenar un "èxit sorpresa que recordava a Kamera o Tomeru na!  (2017).

## Argument
Kosaka Shinzaemon, un samurai del domini d'Aizu, va ser colpejat per un llamp i transportat inexplicablement al Japó l'any 2007. Trobar feina com a kirareyaku (un acrobàtic especialitzat a ser 'tallat' en jidaige) i va tenir èxit. Aleshores, per a la seva sorpresa, rep  una oferta de paper protagonista de l'estrella de cinema Kyoichiro Kazami.

## Repartiment
- Makiya Yamaguchi com a Kosaka Shinzaemon, un samurai del Domini d'Aizu
- Norimasa Fuke com a Kyoichiro Kazami, una estrella de cinema. El seu nom real és Yamagata Hikokuro
  - Ken Shonozaki com el jove Yamagata Hikokuro, un samurai del Domini Chōshū
- Yuno Sakura com a Yuko Yamamoto, assistent de direcció
- Rantaro Mine com a Sekimoto, un instructor de lluita amb espases
- Tsutomu Tamura com a Kyotaro Nishiki, un actor estrella de Jidaiigeki
- Yoshiharu Fukuda com el gran sacerdot
- Manko Kurenai com a Setsuko
- Hajime Inoue com a Inoue, director d'estudi
- Akinori Ando com Ando, un actor

## Producció
El director Jun'ichi Yasuda va abocar la seva pròpia fortuna personal a la producció d'aquesta pel·lícula. Yuno Sakura, que apareix a la pel·lícula com a assistent de direcció, també va exercir com a assistent de direcció real. Makiya Yamaguchi,  que va interpretar el paper principal, és un actor amb una llarga carrera, però aquesta va ser la seva primera vegada que protagonitzava una pel·lícula. Seizo Fukumoto va ser elegit inicialment per al paper de Sekimoto, però a causa de la seva mort, Rantaro Mine, el jove de Fukumoto, va ser elegit en el seu lloc.

## Premis i nominacions
| Award                                        | Category                       | Recipient(s)                               | Result    | Ref.          |
| -------------------------------------------- | ------------------------------ | ------------------------------------------ | --------- | ------------- |
| 37th Nikkan Sports Film Awards               | Millor pel·lícula              | A Samurai in Time                          | Guanyador | [ 6 ] [ 7 ]   |
| 37th Nikkan Sports Film Awards               | Yūjirō Ishihara Award          | A Samurai in Time                          | Nominat   | [ 6 ] [ 7 ]   |
| 37th Nikkan Sports Film Awards               | Millor director                | Jun'ichi Yasuda                            | Guanyador | [ 6 ] [ 7 ]   |
| 37th Nikkan Sports Film Awards               | Millor actor                   | Makiya Yamaguchi                           | Guanyador | [ 6 ] [ 7 ]   |
| 67ns Premis Blue Ribbon                      | Millor pel·lícula              | A Samurai in Time                          | Guanyador | [ 8 ] [ 9 ]   |
| 67ns Premis Blue Ribbon                      | Millor Director                | Jun'ichi Yasuda                            | Nominat   | [ 8 ] [ 9 ]   |
| 67ns Premis Blue Ribbon                      | Millor Actor                   | Makiya Yamaguchi                           | Guanyador | [ 8 ] [ 9 ]   |
| 48ns Premis de l'Acadèmia de Cinema del Japó | Millor pel·lícula              | A Samurai in Time                          | Guanyador | [ 10 ] [ 11 ] |
| 48ns Premis de l'Acadèmia de Cinema del Japó | Millor director                | Jun'ichi Yasuda                            | Nominat   | [ 10 ] [ 11 ] |
| 48ns Premis de l'Acadèmia de Cinema del Japó | Millor guió                    | Jun'ichi Yasuda                            | Nominat   | [ 10 ] [ 11 ] |
| 48ns Premis de l'Acadèmia de Cinema del Japó | Millor muntatge                | Jun'ichi Yasuda                            | Guanyador | [ 10 ] [ 11 ] |
| 48ns Premis de l'Acadèmia de Cinema del Japó | Millor fotografia              | Jun'ichi Yasuda                            | Nominat   | [ 10 ] [ 11 ] |
| 48ns Premis de l'Acadèmia de Cinema del Japó | Millor actor                   | Makiya Yamaguchi                           | Nominat   | [ 10 ] [ 11 ] |
| 48ns Premis de l'Acadèmia de Cinema del Japó | Millor direcció d'il·luminació | Kin'ya Doi, Hiroshi Hano i Jun'ichi Yasuda | Nominat   | [ 10 ] [ 11 ] |